# Yacine & The Oriental Groove
Yacine & The Oriental Groove és una formació multicultural dirigida per Yannis Papaioanou, llautista grec resident a Barcelona i Yacine Belhacene, excantant de Cheb Balowski i ex del grup Nour. El 2011 van fer junts Parabòlic. Amb L'estima venç la salvatgia (2013) la formació segueix la seva línia estilística incorporant una producció més elaborada, amb col·laboracions de músics mediterranis i un quartet de corda. Es tracta d'una banda que sorgeix com a projecte paral·lel de músics vinculats a altres bandes de la ciutat.